# Tineodidae
Tineodidae — семейство молевидных чешуекрылых, включающее в себя около 20 видов бабочек с размахом крыльев 10—20 мм.

## Ареал
Юго-Восточная Азия, Австралия.

## Роды
- Anomima
- Cenoloba
- Epharpastis
- Euthesaura
- Euthrausta
- Neoxyrichota
- Oxyrichota
- Palaeodes
- Tanycnema
- Tineodes